# 平鍛造
平鍛造（たいらたんぞう）株式会社は、石川県羽咋市に本社を置く企業。親会社はNTN株式会社と伊藤忠丸紅住商テクノスチール株式会社。

## 概要
1968年に平昭七（1932-2017年）が設立した平鍛造株式会社は、後年に設立した金田建設株式会社、有限会社平物産と2007年6月1日に合併し、羽咋丸善株式会社（旧丸善石油《現在のコスモ石油》元売系のガソリンスタンド）となった。旧平鍛造の部門は羽咋丸善株式会社鍛造部と呼ばれていた。ガソリンスタンド部門は2007年11月1日に閉鎖している。
平鍛造は鍛造ベアリング製品を1968年にはじめ、現在では大小軸受リングおよび一般リングを中心に超大型アルミの板フランジ、異型ステンレスのリングをローリング鍛造で生産している。主要顧客は、大手ベアリングメーカーをはじめ、主要建機、工作機械、プレス機械、重電機メーカー等である。
2000年代以降、創業家の後継問題が課題となり、2010年代後半にはM&Aによる事業継承が進められることとなった。
2018年にNTN株式会社及び伊藤忠丸紅住商テクノスチール株式会社が資本参加し、創業家及び両社による合弁会社としていたが、2021年に創業家の保有する株式をNTN株式会社が全数取得したことにより、NTN株式会社及び伊藤忠丸紅住商テクノスチール株式会社の2社による合弁会社となった。2020年に社名を創業時と同じ平鍛造株式会社に戻し、現在、石川県羽咋市に本社工場と堀替工場、石川県羽咋郡志賀町に志賀機械工場を有している。

## 沿革
- 1968年（昭和43年） - 平鍛造株式会社として羽咋市堀替新町に設立
- 1982年 （昭和57年）- 千代町工場(現本社工場)完成
- 1986年（昭和61年） - 千代町へ本社を移転新築
- 1987年（昭和62年） - 志賀町工場完成
- 1990年（平成2年） - 志賀機械工場完成
- 2007年（平成19年） - 羽咋丸善株式会社にグループ3社が合併。
- 2012年（平成24年） - 羽咋市、宝達志水町の計3箇所で太陽光発電事業を始める。その後、合計10箇所8メガワットまで増設。
- 2018年 （平成30年）
  - NTN株式会社の完全子会社となる[5][6]。
  - 12月18日 - 事業運営をNTN、伊藤忠丸紅住商テクノスチール、羽咋丸善の3者合弁で行うことで合意[1]。
- 2020年 （令和2年）
  - 6月1日 - 創業時の｢平鍛造｣に社名変更[3]。
- 2021年 （令和3年）
  - 6月28日 - 平美都江が代表取締役を辞任し、福原千明が代表取締役に就任。株式譲渡によりNTN株式会社の連結子会社となる。